# BTS World Tour: Love Yourself
BTS World Tour: Love Yourself es la séptima gira musical del grupo surcoreano BTS, realizada para promocionar su tercer álbum de estudio Love Yourself: Tear, su quinto EP Love Yourself: Her y el álbum recopilatorio Love Yourself: Answer. La gira empezó el 25 de agosto de 2018.

## Antecedentes
El 26 de abril, Big Hit Entertainment publicó un vídeo promocional con las primeras fechas del tour en su cuenta de Youtube, el cual revelaba fechas iniciales en 11 ciudades, abarcando desde Seúl hasta Los Ángeles, Ontario, Londres, Ámsterdam y París, con otras fechas por confirmar.

## Recepción

### Comercial
Los boletos salieron a la venta el 5 de mayo de 2018 para Newark, Fort Worth y Los Ángeles, y se vendieron en segundos. Debido a la alta demanda, se añadió una fecha en Los Ángeles; las entradas salieron a la venta el 9 de mayo de 2018. Los boletos para las presentaciones en Oakland, Chicago y Hamilton estuvieron disponibles el 7 de mayo de 2018. Los organizadores del concierto en Ontario, Core Entertainment, revelaron que habrían vendido más rápido de no haber sido por el colapso de la página web de Ticketmaster debido a la gran cantidad de visitas, algo que no había sucedido con ningún otro evento.
Las paradas en Londres, Berlín y París marcan las presentaciones europeas más grandes del grupo hasta el momento. Las entradas se pusieron a la venta el 1 de junio; en Londres se agotaron en dos minutos y en Berlín en nueve minutos. El 3 de junio se reveló que los 280 000 boletos para las etapas nortamericana (180 000 asientos) y europea (100 000 asientos) se habían vendido en su totalidad. El 31 de julio se anunciaron las fechas para los conciertos en Japón a través de las redes sociales del grupo.
El 8 de agosto, BigHit Entertainment comunicó que BTS se presentaría en Citi Field, en Nueva York, la cual será la última parada de la etapa norteamericana de la gira. Esto los convirtió en el primer artista coreano en dar un concierto en un estadio en Estados Unidos. Los boletos para el concierto se agotaron en veinte minutos.
El 17 de agosto se anunció que las ventas estimadas para los dos primeros conciertos en el Estadio Olímpico de Seúl eran de aproximadamente 8.4 millones de USD (95 billones de won) únicamente con la venta de boletos.

## Lista de canciones
| 1. «IDOL» 2. «I'm Fine» 3. «Magic Shop» 4. «Trivia 起: Just Dance» (solo de J-Hope) 5. «Euphoria» (canción de Jungkook) 6. «I Need U» 7. «Run» 8. «Serendipity» (solo de Jimin) 9. «Trivia 承: Love» (solo de RM) 10. «DNA» 11. «21st Century Girl»/«Boyz with Fun»/«Dope» 12. «Go Go»/«Attack on Bangtan» 13. «Blood Sweat & Tears»/«Fire» 14. «Boy In Luv»/«Silver Spoon» 15. «Danger»/«Dope»/«Fire» 16. «Airplane Pt. 2» 17. «Singularity» (solo de V) 18. «FAKE LOVE» 19. «Trivia 轉: Seesaw» (solo de Suga) 20. «Epiphany» (solo de Jin) 21. «The Truth Untold» 22. «Outro: Tear» 23. «MIC DROP» Encore 1. «So What» 2. «Answer: Love Myself» |

## Fechas de la gira
| 25 de agosto de 2018     | Seúl        | Corea del Sur  | Estadio Olímpico de Seúl               | 85 366 / 85 366 (100%)   | $8,524,155   |
| 26 de agosto de 2018     | Seúl        | Corea del Sur  | Estadio Olímpico de Seúl               | 85 366 / 85 366 (100%)   | $8,524,155   |
| Norteamérica             |             |                |                                        |                          |              |
| 5 de septiembre de 2018  | Los Ángeles | Estados Unidos | Staples Center                         | 56 220 / 56 220 (100%)   | $8,847,240   |
| 6 de septiembre de 2018  | Los Ángeles | Estados Unidos | Staples Center                         | 56 220 / 56 220 (100%)   | $8,847,240   |
| 8 de septiembre de 2018  | Los Ángeles | Estados Unidos | Staples Center                         | 56 220 / 56 220 (100%)   | $8,847,240   |
| 9 de septiembre de 2018  | Los Ángeles | Estados Unidos | Staples Center                         | 56 220 / 56 220 (100%)   | $8,847,240   |
| 12 de septiembre de 2018 | Oakland     | Estados Unidos | Oracle Arena                           | 10 743 / 10 743 (100%)   | $1,737,750   |
| 15 de septiembre de 2018 | Fort Worth  | Estados Unidos | Fort Worth Convention Center           | 17 452 / 17 452 (100%)   | $2,908,880   |
| 16 de septiembre de 2018 | Fort Worth  | Estados Unidos | Fort Worth Convention Center           | 17 452 / 17 452 (100%)   | $2,908,880   |
| 20 de septiembre de 2018 | Hamilton    | Canadá         | FirstOntario Centre                    | 35 574 / 35 574 (100%)   | $4,957,155   |
| 22 de septiembre de 2018 | Hamilton    | Canadá         | FirstOntario Centre                    | 35 574 / 35 574 (100%)   | $4,957,155   |
| 23 de septiembre de 2018 | Hamilton    | Canadá         | FirstOntario Centre                    | 35 574 / 35 574 (100%)   | $4,957,155   |
| 28 de septiembre de 2018 | Newark      | Estados Unidos | Prudential Center                      | 25 236 / 25 236 (100%)   | $4,213,120   |
| 29 de septiembre de 2018 | Newark      | Estados Unidos | Prudential Center                      | 25 236 / 25 236 (100%)   | $4,213,120   |
| 2 de octubre de 2018     | Chicago     | Estados Unidos | United Center                          | 27 880 / 27 880 (100%)   | $4,264,960   |
| 3 de octubre de 2018     | Chicago     | Estados Unidos | United Center                          | 27 880 / 27 880 (100%)   | $4,264,960   |
| 6 de octubre de 2018     | Nueva York  | Estados Unidos | Citi Field                             | 34 327 / 34 327 (100%)   | $4,754,168   |
| Europa                   |             |                |                                        |                          |              |
| 9 de octubre de 2018     | Londres     | Reino Unido    | The O2 Arena                           | 31 475 / 32 278 (97.5%)  | $4 943 140   |
| 10 de octubre de 2018    | Londres     | Reino Unido    | The O2 Arena                           | 31 475 / 32 278 (97.5%)  | $4 943 140   |
| 13 de octubre de 2018    | Ámsterdam   | Países Bajos   | Ziggo Dome                             | 13 893 / 13 893 (100%)   | $2 250 000   |
| 16 de octubre de 2018    | Berlín      | Alemania       | Mercedes-Benz Arena                    | 24 384 / 24 384 (100%)   | $4,305,329   |
| 17 de octubre de 2018    | Berlín      | Alemania       | Mercedes-Benz Arena                    | 24 384 / 24 384 (100%)   | $4,305,329   |
| 19 de octubre de 2018    | París       | Francia        | AccorHotels Arena                      | 28 149 / 28 149 (100%)   | $4,579,172   |
| 20 de octubre de 2018    | París       | Francia        | AccorHotels Arena                      | 28 149 / 28 149 (100%)   | $4,579,172   |
| Asia                     |             |                |                                        |                          |              |
| 13 de noviembre de 2018  | Tokio       | Japón          | Tokyo Dome                             | 95 939 / 95 939 (100%)   | $9,276,590   |
| 14 de noviembre de 2018  | Tokio       | Japón          | Tokyo Dome                             | 95 939 / 95 939 (100%)   | $9,276,590   |
| 21 de noviembre de 2018  | Osaka       | Japón          | Osaka Dome                             | 109 679 / 109 679 (100%) | $10,601,063  |
| 23 de noviembre de 2018  | Osaka       | Japón          | Osaka Dome                             | 109 679 / 109 679 (100%) | $10,601,063  |
| 24 de noviembre de 2018  | Osaka       | Japón          | Osaka Dome                             | 109 679 / 109 679 (100%) | $10,601,063  |
| 8 de diciembre de 2018   | Taoyuan     | Taiwán         | Taoyuan International Baseball Stadium | 50 144 / 50 144 (100%)   | $8,712,748   |
| 9 de diciembre de 2018   | Taoyuan     | Taiwán         | Taoyuan International Baseball Stadium | 50 144 / 50 144 (100%)   | $8,712,748   |
| 12 de enero de 2019      | Nagoya      | Japón          | Nagoya Dome                            | 79 621 / 79 621 (100%)   | $7,692,562   |
| 13 de enero de 2019      | Nagoya      | Japón          | Nagoya Dome                            | 79 621 / 79 621 (100%)   | $7,692,562   |
| 19 de enero de 2019      | Singapur    | Singapur       | Estadio Nacional de Singapur           | 39 946 / 39 946 (100%)   | $7,061,854   |
| 16 de febrero de 2019    | Fukuoka     | Japón          | Domo de Fukuoka                        | 72 281 / 72 281 (100%)   | $7,035,557   |
| 17 de febrero de 2019    | Fukuoka     | Japón          | Domo de Fukuoka                        | 72 281 / 72 281 (100%)   | $7,035,557   |
| 20 de marzo de 2019      | Hong Kong   | Hong Kong      | AsiaWorld–Expo                         | 46 630 / 46 630 (100%)   | $9,025,860   |
| 21 de marzo de 2019      | Hong Kong   | Hong Kong      | AsiaWorld–Expo                         | 46 630 / 46 630 (100%)   | $9,025,860   |
| 23 de marzo de 2019      | Hong Kong   | Hong Kong      | AsiaWorld–Expo                         | 46 630 / 46 630 (100%)   | $9,025,860   |
| 24 de marzo de 2019      | Hong Kong   | Hong Kong      | AsiaWorld–Expo                         | 46 630 / 46 630 (100%)   | $9,025,860   |
| 6 de abril de 2019       | Bangkok     | Tailandia      | Estadio Rajamangala                    | 68 900 / 77 633 (88%)    | $15,070,360  |
| 7 de abril de 2019       | Bangkok     | Tailandia      | Estadio Rajamangala                    | 68 900 / 77 633 (88%)    | $15,070,360  |
| Total                    | Total       | Total          | Total                                  | 953 839 / 963 375 (99%)  | $130,761,663 |

## Extensión Speak Yourself
BTS World Tour 'Love Yourself: Speak Yourself' es la octava gira musical del grupo surcoreano BTS, realizada para promocionar su sexto EP Map of the Soul: Persona. La gira empezó el 4 de mayo de 2019 en Pasadena, California, y recorrerá varios países de Norteamérica, Sudamérica, Europa y Asia.

### Antecedentes
La gira se anunció por primera vez el 19 de febrero de 2019 a través del canal de Youtube de Big Hit Entertainment. El mismo día se reveló que Live Nation se encargará de promocionar los conciertos, y que los boletos serían vendidos mediante la compañía Ticketmaster.

### Recepción comercial
En Norteamérica las entradas se agotaron en aproximadamente dos horas y media. Además, los boletos para la parada en el gran Estadio de Wembley se vendieron por completo en 90 minutos mientras que en Francia se agotaron en cinco horas y media. Por otro lado, las entradas se pusieron a la venta el 11 de marzo de 2019 para Brasil; a pesar de que el sitio web presentó problemas, se agotaron en 75 minutos. Para cumplir con la demanda se añadieron conciertos adicionales para todas las fechas en Estados Unidos, Europa y Brasil.

### Lista de canciones
1. «Dionysus»
2. «Not Today»
3. «Outro: Wings»
4. «Trivia 起: Just Dance» (solo de J-Hope)
5. «Euphoria» (solo de Jungkook)
6. «Best of Me»
7. «Serendipity» (solo de Jimin)
8. «Trivia 承: Love» (solo de RM)
9. «Boy With Luv»
10. «Dope»
11. «Silver Spoon»
12. «Fire»
13. «Run»
14. «IDOL»
15. «Singularity» (solo de V)
16. «FAKE LOVE»
17. «Trivia 轉: Seesaw» (solo de Suga)
18. «Epiphany» (solo de Jin)
19. «The Truth Untold»
20. «Outro: Tear»
21. «MIC DROP»

Encore
1. «Anpanman»
2. «So What»
3. «Make It Right»
4. «Mikrokosmos»

### Fechas de la gira
| Norteamérica          |             |                |                           |                           |              |
| 4 de mayo de 2019     | Los Angeles | Estados Unidos | Rose Bowl Stadium         | 113 040 / 113 040 (100%)  | $16,557,515  |
| 5 de mayo de 2019     | Los Angeles | Estados Unidos | Rose Bowl Stadium         | 113 040 / 113 040 (100%)  | $16,557,515  |
| 11 de mayo de 2019    | Chicago     | Estados Unidos | Soldier Field             | 88 156 / 88 156 (100%)    | $13,345,795  |
| 12 de mayo de 2019    | Chicago     | Estados Unidos | Soldier Field             | 88 156 / 88 156 (100%)    | $13,345,795  |
| 18 de mayo de 2019    | Nueva York  | Estados Unidos | MetLife Stadium           | 98 574 / 98 574 (100%)    | $14,050,410  |
| 19 de mayo de 2019    | Nueva York  | Estados Unidos | MetLife Stadium           | 98 574 / 98 574 (100%)    | $14,050,410  |
| Sudamérica            |             |                |                           |                           |              |
| 25 de mayo de 2019    | Sao Paulo   | Brasil         | Allianz Parque            | 84 728 / 84 728 (100%)    | $7,712,318   |
| 26 de mayo de 2019    | Sao Paulo   | Brasil         | Allianz Parque            | 84 728 / 84 728 (100%)    | $7,712,318   |
| Europa                |             |                |                           |                           |              |
| 1 de junio de 2019    | Londres     | Reino Unido    | Wembley Stadium           | 114 583 / 114 583 (100%)  | $13,545,702  |
| 2 de junio de 2019    | Londres     | Reino Unido    | Wembley Stadium           | 114 583 / 114 583 (100%)  | $13,545,702  |
| 7 de junio de 2019    | París       | Francia        | Stade de France           | 107 328 / 107 328 (100%)  | $13,728,598  |
| 8 de junio de 2019    | París       | Francia        | Stade de France           | 107 328 / 107 328 (100%)  | $13,728,598  |
| Asia                  |             |                |                           |                           |              |
| 6 de julio de 2019    | Osaka       | Japón          | Estadio Nagai             | 101 554 / 101 554 (100%)  | $9,832,610   |
| 7 de julio de 2019    | Osaka       | Japón          | Estadio Nagai             | 101 554 / 101 554 (100%)  | $9,832,610   |
| 13 de julio de 2019   | Shizuoka    | Japón          | Estadio Ecopa de Shizuoka | 107 153 / 107 153 (100%)  | $10,486,317  |
| 14 de julio de 2019   | Shizuoka    | Japón          | Estadio Ecopa de Shizuoka | 107 153 / 107 153 (100%)  | $10,486,317  |
| 11 de octubre de 2019 | Riad        | Arabia Saudita | Estadio Rey Fahd          | 31 899 / 37 141 (86%)     | $4,381,569   |
| 26 de octubre de 2019 | Seúl        | Corea del Sur  | Estadio Olímpico de Seúl  | 129 268 / 129 268 (100%)  | $12,109,026  |
| 27 de octubre de 2019 | Seúl        | Corea del Sur  | Estadio Olímpico de Seúl  | 129 268 / 129 268 (100%)  | $12,109,026  |
| 29 de octubre de 2019 | Seúl        | Corea del Sur  | Estadio Olímpico de Seúl  | 129 268 / 129 268 (100%)  | $12,109,026  |
| Total                 | Total       | Total          | Total                     | 976 283 / 981 525 (99,4%) | $115,749,860 |